# Tweede Kamerverkiezingen 2023/Kandidatenlijst/Nieuw Sociaal Contract
Dit is de kandidatenlijst voor de Tweede Kamerverkiezingen van 2023 van Nieuw Sociaal Contract (NSC) zoals die op 13 oktober 2023 is vastgesteld door de Kiesraad.

## De lijst
- vet: verkozen
- schuin: voorkeurdrempel overschreden

1. Pieter Omtzigt, Enschede - 1.203.181 stemmen
2. Nicolien van Vroonhoven-Kok, Hilversum - 44.045
3. Judith Uitermark, Vijfhuizen - 10.895
4. Caspar Veldkamp, Londen (GB) - 2.386
5. Sandra Palmen-Schlangen, Leersum - 7.577
6. Eddy van Hijum, Laag Zuthem - 3.457
7. Aant Jelle Soepboer, Nijewier - 10.161
8. Agnes Joseph, Soest - 2.348
9. Jesse Six Dijkstra, Utrecht - 1.658
10. Merlien Welzijn, Rotterdam - 3.496
11. Wytske Postma, 's-Gravenhage - 1.169
12. Femke Zeedijk-Raeven, Eindhoven - 5.197
13. Folkert Idsinga, Amsterdam - 504
14. Daniëlle Jansen, Groningen - 6.188
15. Tjebbe van Oostenbruggen, De Meern - 525
16. Isa Kahraman, Rijssen - 3.357
17. Rosanne Hertzberger, Rotterdam - 4.613
18. Faith Bruyning, Almere - 1.529
19. Olger van Dijk, Amersfoort - 838
20. Harm Holman, Roden - 1.378
21. Diederik Boomsma, Amsterdam - 1.316
22. Annemarie Heite, Bedum - 6.457
23. Ilse Saris, Winterswijk - 6.082
24. Natascha Wingelaar, Stein - 4.923
25. Willem Koops, 's-Gravenhage - 213
26. Nora Achahbar, 's-Gravenhage - 1.373
27. Sander van Waveren, Utrecht - 180
28. Ria de Korte-Verhoef, Baambrugge - 656
29. Nathaly Boelhouwer, Rockanje - 721
30. Marco Schouten, Leersum - 172
31. Bram Kouwenhoven, 's-Gravenhage - 144
32. Vincent Verouden, Brussel (BE) - 99
33. Bart-Jan Heine, Beilen - 834
34. Simon Pouwelse, Rotterdam - 247
35. Margreet de Leeuw-Jongejans, Helmond - 1.066
36. Ingrid Hartog, Krimpen aan den IJssel - 392
37. Ronald van Bruchem, Tiel - 254
38. Marcel van de Ven, Rotterdam - 97
39. Esmée de Neijs, Utrecht - 717
40. Wahhab Hassoo, Amsterdam - 701
41. Annemarie Graafland-van Duijn, Amsterdam - 859
42. Marinus den Hartogh, Wierden - 467
43. Rob Wessels, Zoetermeer - 270
44. Simon Geleijnse, Rijswijk - 545

VVD · D66 · GroenLinks-PvdA · PVV · CDA · SP · Forum voor Democratie · Partij voor de Dieren · ChristenUnie · Volt · JA21 · SGP · DENK · 50PLUS · BBB · BIJ1 · Piratenpartij - De Groenen · BVNL / Groep Van Haga · Nieuw Sociaal Contract · Splinter · Libertaire Partij · LEF - Voor de Nieuwe Generatie · Samen voor Nederland · Nederland met een PLAN · PartijvdSport · Politieke Partij voor Basisinkomen